# Giorgos Giannopoulos
Giorgos Giannopoulos (griechisch Γιώργος Γιαννόπουλος, * 5. Dezember 1954 in Äthiopien) ist ein griechischer Politiker und war von 1995 bis 2006 Bürgermeister der Stadt Rhodos.
Giannopoulos studierte Architektur an der Nationalen Technischen Universität Athen. Seit 1978 war er als Architekt und Stadtplaner tätig.
Politisch begann seine Karriere in der PASOK. Für diese Partei war Giannopoulos 1983 bis 1985 Mitglied des Präfekturrats der Präfektur Dodekanes für Karpathos und Kassos. Nach seinem Umzug dorthin, vertrat er die Insel Rhodos von 1985 bis 1991 im Präfekturrat.
Oktober 1994 wurde Giannopoulos zum Bürgermeister der Stadt Rhodos gewählt. Oktober 1998 und 2002 erfolgte seine Wiederwahl. Somit hatte er von 1995 bis Ende 2006 das Amt des Bürgermeisters inne.
Giannopoulos ist verheiratet und hat zwei Kinder. Neben Griechisch spricht er fließend Englisch, Französisch und Amharisch.